# Telomer
En telomer er en gentagen basesekvens, der udgør kromosomers ender. Telomererne bliver kortere og kortere for hver celledeling, og det tyder på at det er disse sekvenser der afgør en organismes levetid. I for eksempel kræftceller undgås forkortelsen ved hjælp af enzymet telomerase.
Telomererne er små forlængelser på enden af alle kromosomer, og de bliver kortere, for hver gang cellen deler sig. Når telomererne når en kritisk længde, rinder det genetiske ur ud, og cellen dør. Resultatet er, at hjerne, organer og muskler gradvist svækkes, mens huden bliver rynket.
| Molekylærbiologi | Spire Denne molekylærbiologiartikel er en spire som bør udbygges. Du er velkommen til at hjælpe Wikipedia ved at udvide den. |